# Estadi Adokiye Amiesimaka
L'Estadi Adokiye Amiesimaka és un estadi esportiu de la ciutat de Port Harcourt, a Nigèria, dedicat a la pràctica del futbol i l'atletisme.
El nom fa referència a Adokiye Amiesimaka, un antic jugador internacional amb Nigèria. Té una capacitat per a 38.000 espectadors. El club Dolphins Football Club va jugar en aquest estadi la temporada 2015.
Va ser inaugurat el 19 de juliol de 2015 amb un partit entre Nigèria i Congo classificatori pels Jocs Olímpics de Rio de Janeiro, amb resultat final 2-1 per Nigèria.